# Людвіг Міс ван дер Рое
Людвіг Міс ван дер Рое (нім. Ludwig Mies van der Rohe, справжнє ім'я нім. Maria Ludwig Michael Mies — Марія Людвіг Міхаель Міс; 27 березня 1886, Аахен, Німеччина — 17 серпня 1969, Чикаго, США) — німецько-американський архітектор і дизайнер, видатний представник модернізму ХХ ст. в архітектурі, провідний член Баухаусу та фундатор «інтернаціонального стилю», один із класиків західної міської архітектури XX ст.

## Ранні роки
Людвіг Міс народився 27 березня 1886 року в Ахені в католицькій сім'ї. Батько — Міхаель Міс був майстром каменеобробки, мати — Амалія Рое була домогосподаркою.
З 1900 по 1902 рік навчався в ремісничій школі, потім працював як каменері́з на сімейному підприємстві батька в Ахені, після цього влаштувався на роботу в майстерню Бруна Пауля в Берліні. У 1908 році перейшов у майстерню Петера Беренса, де працював до 1912 року. Під впливом Беренса в Міса виробився його «універсальний» підхід до проєктування будівель, що він потім розвивав до кінця життя. Помітно вплинули на нього такі напрями, як конструктивізм і нідерландська школа De Stijl.

## Робота в Німеччині

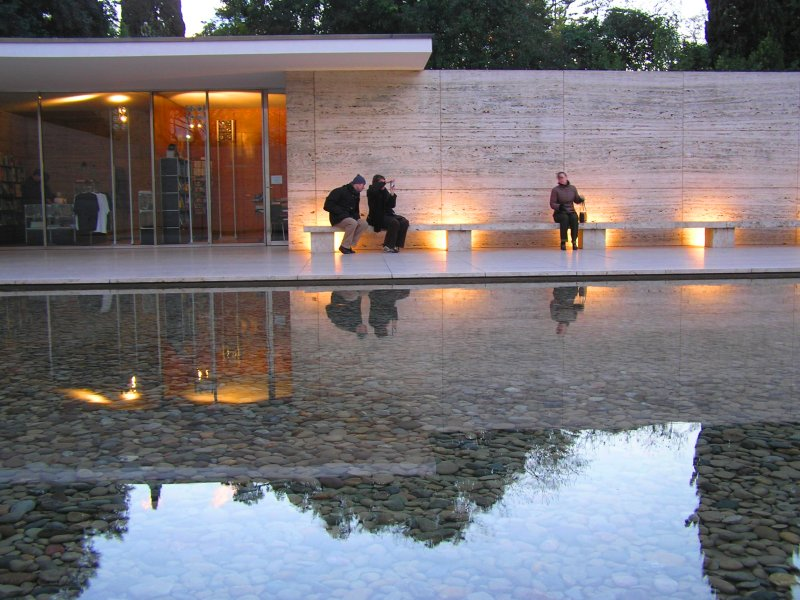
Павільйон Німеччини для всесвітньої виставки в Барселоні, 1929

З 1912 по 1930 рік Міс працював незалежним архітектором у Берліні. На початку самостійної кар'єри він змінив своє прізвище, об'єднавши з допомогою «аристократичного» сполучення ван дер успадковане від батька ім'я Міс з материнським прізвищем Рое.
У 1911–1912 роках керував спорудженням будівлі німецького посольства на Ісаакіївській площі в Санкт-Петербурзі за проєктом архітектора Петера Беренса.
У 1927 році Міс ван дер Рое керує Міжнародною виставкою житла в Штутгарті, де розробив генеральний план зразкового селища Вайсенхоф. Основним внеском Міса в проєкт став триповерховий житловий будинок, який відрізнявся від стандартних будинків лінійної забудови тим, що всередині нього можна було утворювати квартири різного розміру й форми. Кухні й ванні кімнати містилися у фіксованому ядрі квартири, а ввесь інший простір ділився рухомими переділками (так зване «вільне планування»).
У 1929 році Міс ван дер Рое очолює будівництво павільйону Німеччини на міжнародній виставці в Барселоні, що являє собою не тільки павільйон, а й власне виставковий експонат. Відмовившись від використання орнаменту, як декор Міс використовує чіткі геометричні конструкції, що відбивають властивості природних матеріалів — полірованого травертину, оніксу та скла. У павільйоні Міс створює вільноплинний простір, переносячи вагу конструкції з тримальних стін на сталеві стійки, що стоять окремо. Завдяки цьому з'являється можливість зробити зовнішні стіни з тонких декоративних матеріалів. Окрім проєкту павільйону, Міс також створює для нього колекцію меблів «Барселона».
Проєкт павільйону приніс Місові світову популярність.
У 1930 році Міс ван дер Рое будує віллу Тугендгат у Брно, у якій далі розвиває ідеї, закладені в павільйоні Німеччини, але щодо житлового будинку. Віллу Тугендгат вважають за вінець німецького періоду творчості Міса ван дер Рое. Для вілли Тугендгат Міс ван дер Рое також спроєктував колекцію меблів «Брно».
З 1930 по 1933 рік Міс на прохання його друга й конкурента Вальтера Ґропіуса стає директором школи Баугауз — спочатку в Дессау, потім у Берліні.

## Робота в США
У 1938 році Міс ван дер Рое їде до США, не бажаючи залишатися в нацистській Німеччини. Міс стає натуралізованим громадянином США. Влаштувавшись у Чикаго, архітектор невдовзі отримує запрошення очолити Іллінойський технологічний інститут. На новій посаді він організував перебудову кампуса. Багато будівель, що він побудував — наприклад, Краун Гол, будівля факультету архітектури — функціонують і досі.
Керуючись принципом «Менше — значить більше» (Less is more), в американський період Міс розвиває концепцію «універсальної» будівлі — гранично простого формою скляного паралелепіпеда, що його поверхню розчленовано рівномірно повторюваними стійками.
Завдяки широкому вжитку скла його будинки виходять наче пронизані сонячним світлом — відповідно до філософії неотомізму, послідовником якої був Міс.
У гонитві за абсолютною абстракцією та геометризацією форми Міс починає нехтувати звичними побутовими вимогами, що суперечить ранній вимозі функціоналізму «Функція визначає форму». Таким чином Міс поступово відходить від принципів, які він сам же й розробляв у Німеччині на початку своєї кар'єри.

### Малоповерхові будинки

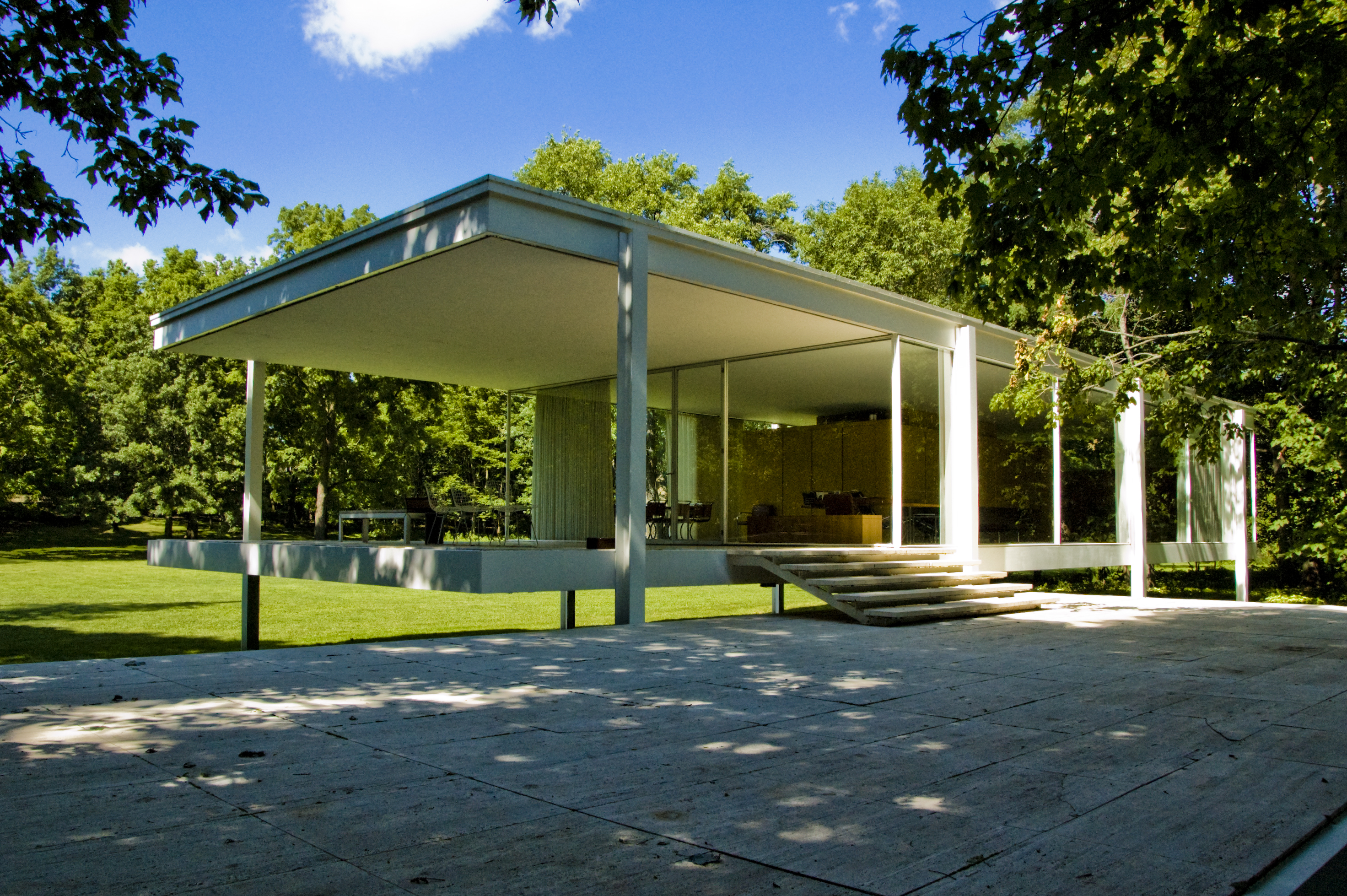
Фарнсворт-хаус (1950—1951)

У 1946–1951 роках у містечку Плейно, Іллінойс, Міс будує «Скляний дім» (Фарнсуорт-Хауз) для доктора Едіт Фарнсуорт, відомої в Чикаго жінки-хірурга. Будинок являє собою повністю засклений білий каркас, що стоїть на піднятій на стійках, над рівнем розливу води, плиті. Будинок ніби ширяє в просторі. Скляні стіни відокремлено від опорних стійок, підкреслюючи тим самим ефемерність конструкції. У будинку немає внутрішніх переділок, він складається з єдиного простору, що цілком відкритий до навколишнього пейзажу. Єдиним замкнутим об'ємом є стійка, у котрій розташований санвузол і допоміжне приміщення. Будинок одночасно контрастує та зливається в єдине ціле з природою. Будинок Фарнсуорт оголошено пам'яткою архітектури штату Іллінойс, у будинку функціонує музей. Серед численних наслідувань, реплік і клонів «Скляного дому» можна назвати будинок Місового учня — архітектора та художнього критика Філіпа Джонсона — будинок якого побудовано за принципом «злиття з природою»: ті самі скляні стіни, проте опори будівлі — темні та стоять у кутах-гранях периметра капітальної конструкції.

### Чиказькі хмарочоси

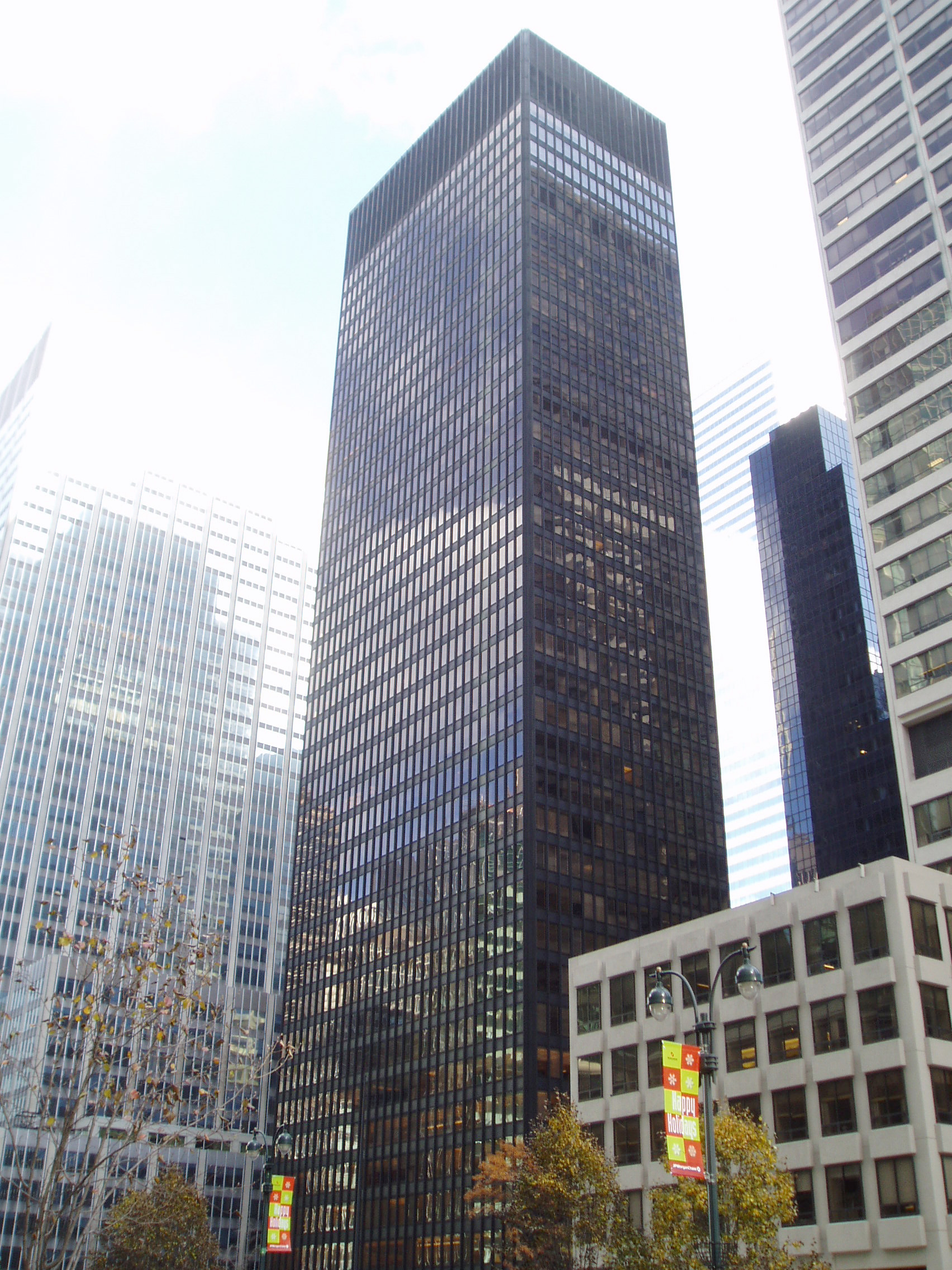
Сігрем Білдінг

Другим значним напрямком в архітектурній діяльності Міса було будівництво хмарочосів у Чикаго. Найвідомішим є побудований 1958 року хмарочос Сігрем Білдінг у Нью-Йорку, що став прототипом численних корпоративних офісів по всьому світу. Однією із новаторських пропозицій Міса було відсунути хмарочос із загальної лінії забудови вглиб кварталу, залишивши місце для майдану з водограєм перед будівлею. Ще на крок відступивши від принципів функціоналізму, щоб створити ритм, Міс чіпляє на будівлю зовнішні профілі, що використано тут як елемент декору й не мають особливого функціонального навантаження. Насправді основні тримальні конструкції з технологічних причин приховано всередині будівлі.
Після Сігрем у конторі Міса створюють ще кілька офісних хмарочосів, серед яких IBM Плаза в Чикаго і хмарочоси в Торонто (Канада).
Вірний своїй ідеї універсальної абстрактної форми, Міс будує свої висотні житлові будинки, що зовні не відрізнялися від офісних будівель — і різко відрізнялися від традиційної цегляної забудови житлових районів. Найвідомішими житловими багатоквартирними будинками Міса є будівлі на Лейк Шор Драйв 860/880, занесені до числа офіційних пам'яток міста Чикаго.

## Останні роки життя і творча спадщина
Останньою великою працею Міса ван дер Рое стала будівля Нової національної галереї в Західному Берліні, побудована 1968 року. 
Архітектор помер 17 серпня 1969 року в Чикаго.
Робота Міса породила в США цілу архітектурну течію, що відома як «стиль Міса». Проте ще за життя Міс досяг майже повної абстракції своєї улюбленої геометричної форми, й далі розвиватися його ідеям виявилося складно. Цілком скляні стіни породили проблеми з надлишковою інсоляцією, а забудовані однаковими блоками квартали стали здаватися багатьом смутними. Після смерті Міса його стиль поступово почав сходити з архітектурної арени, і в 80-і роки його практично витіснили інші стилі, як-от постмодернізм.

## Галерея робіт

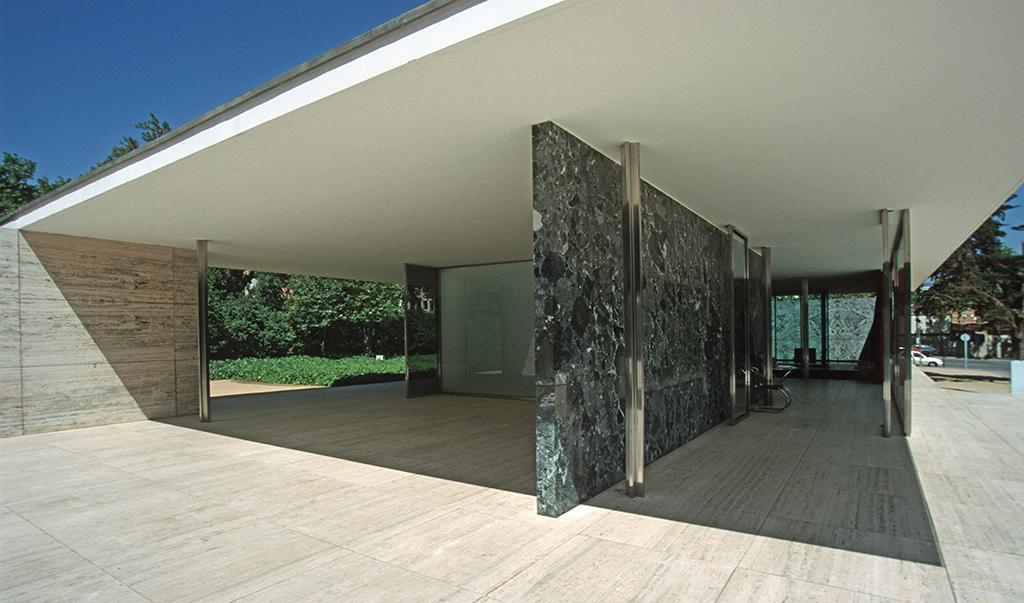
Павільйон Німеччини, Барселона (1929)
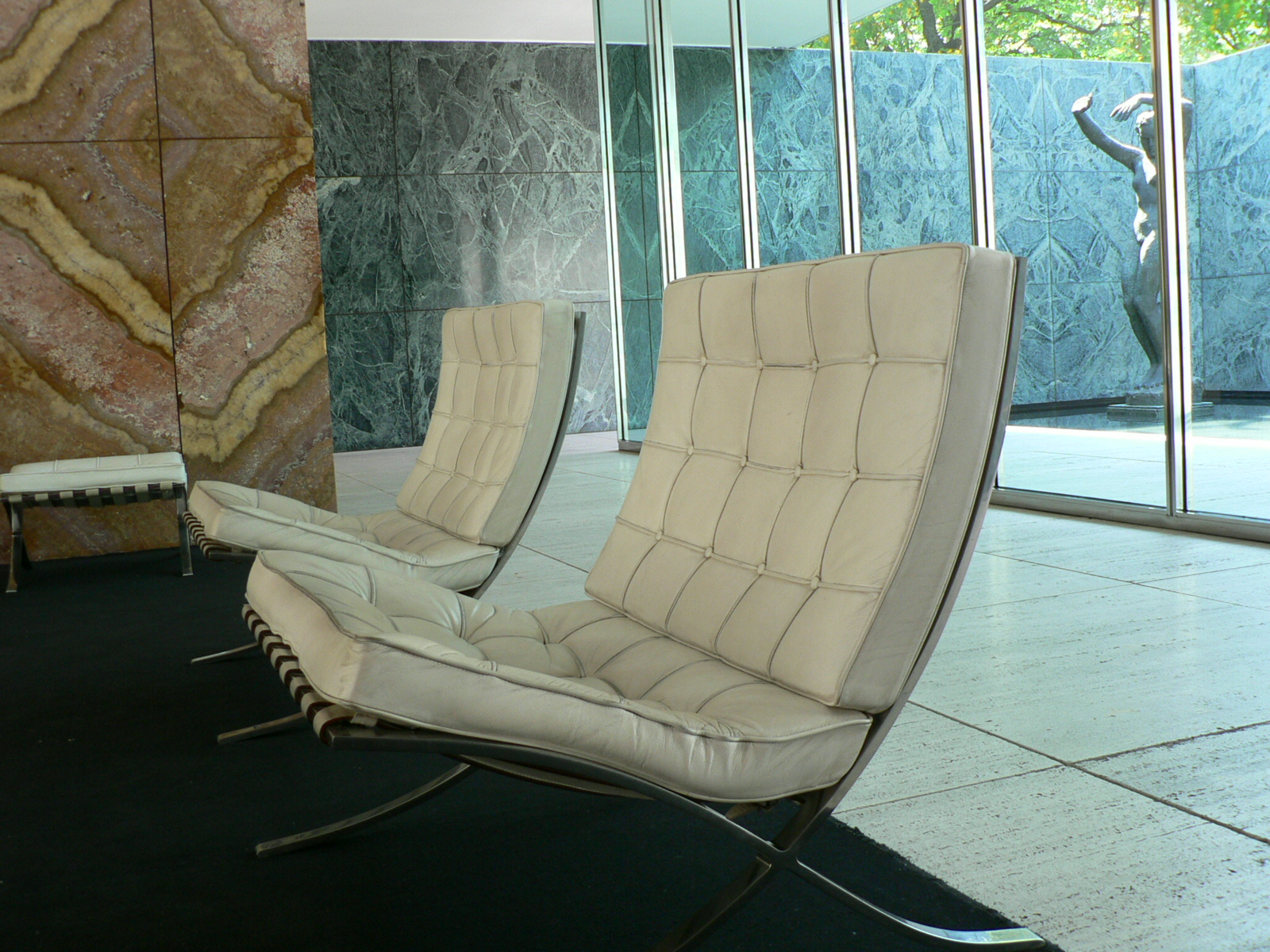
Фрагмент інтер'єру з кріслом «Барселона»
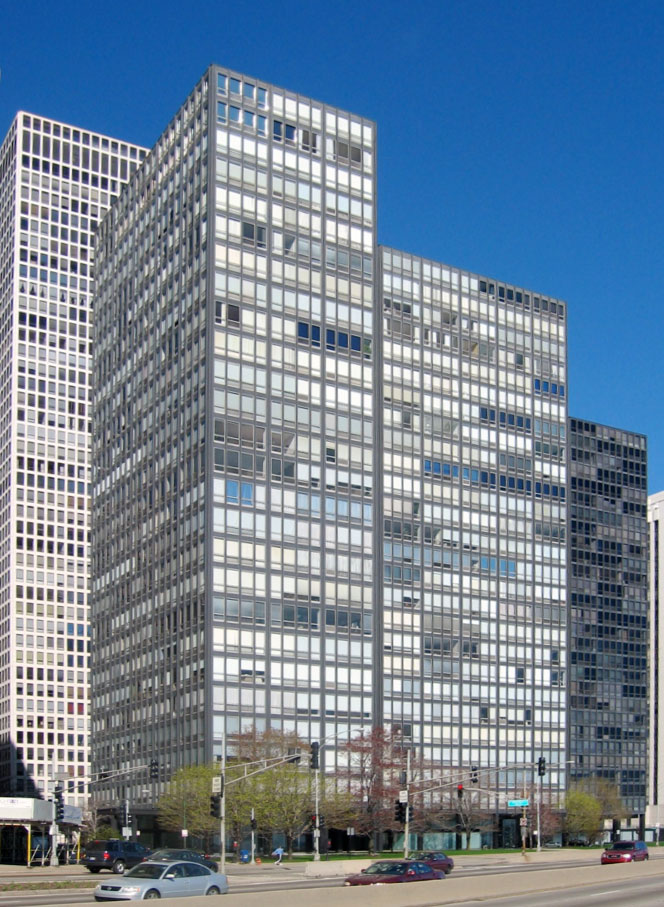
Житлові будинки на Лейк-Шор-Драйв, Чикаго (1951)
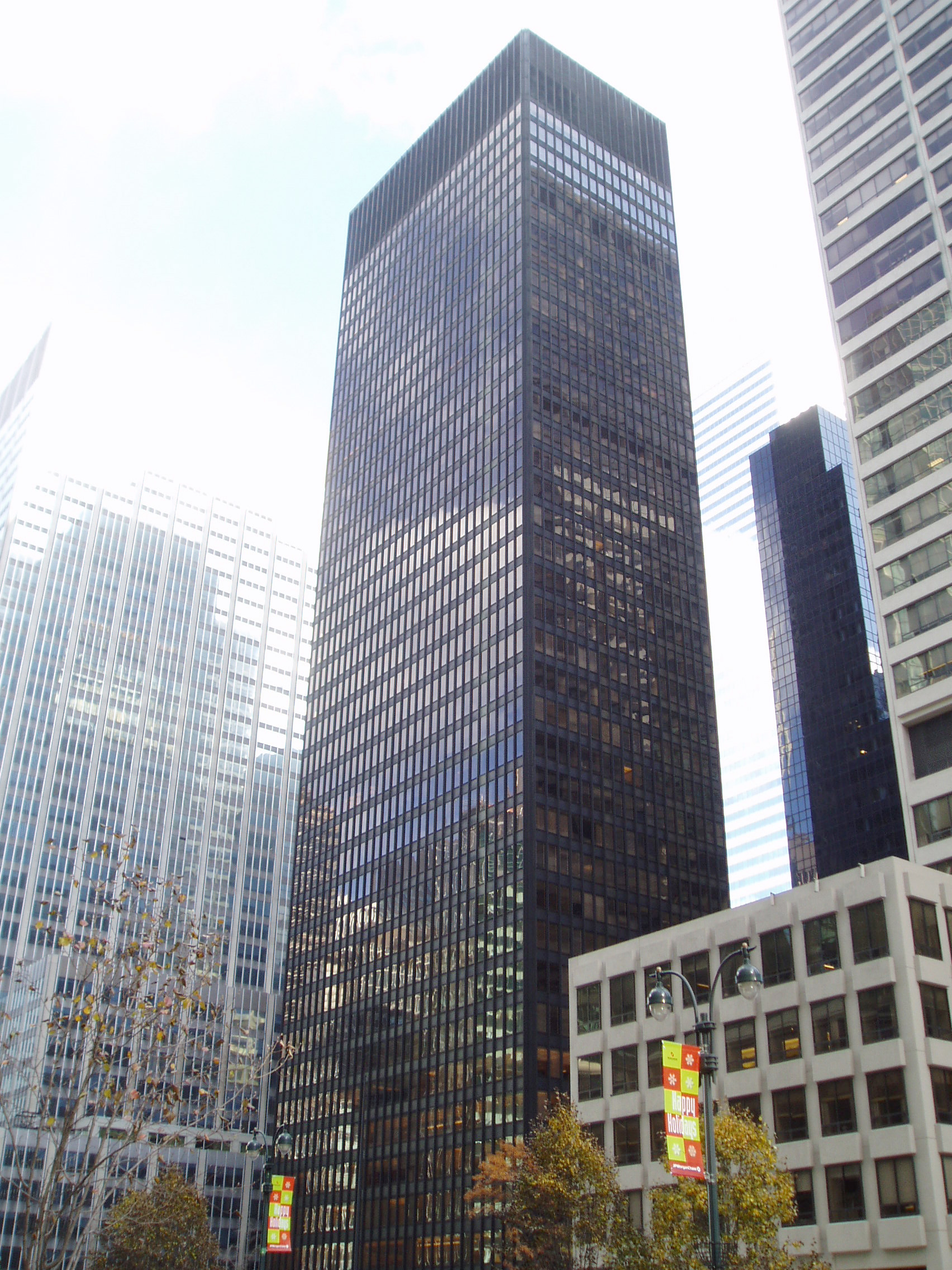
Сігрем-білдинг, Нью-Йорк (1958)
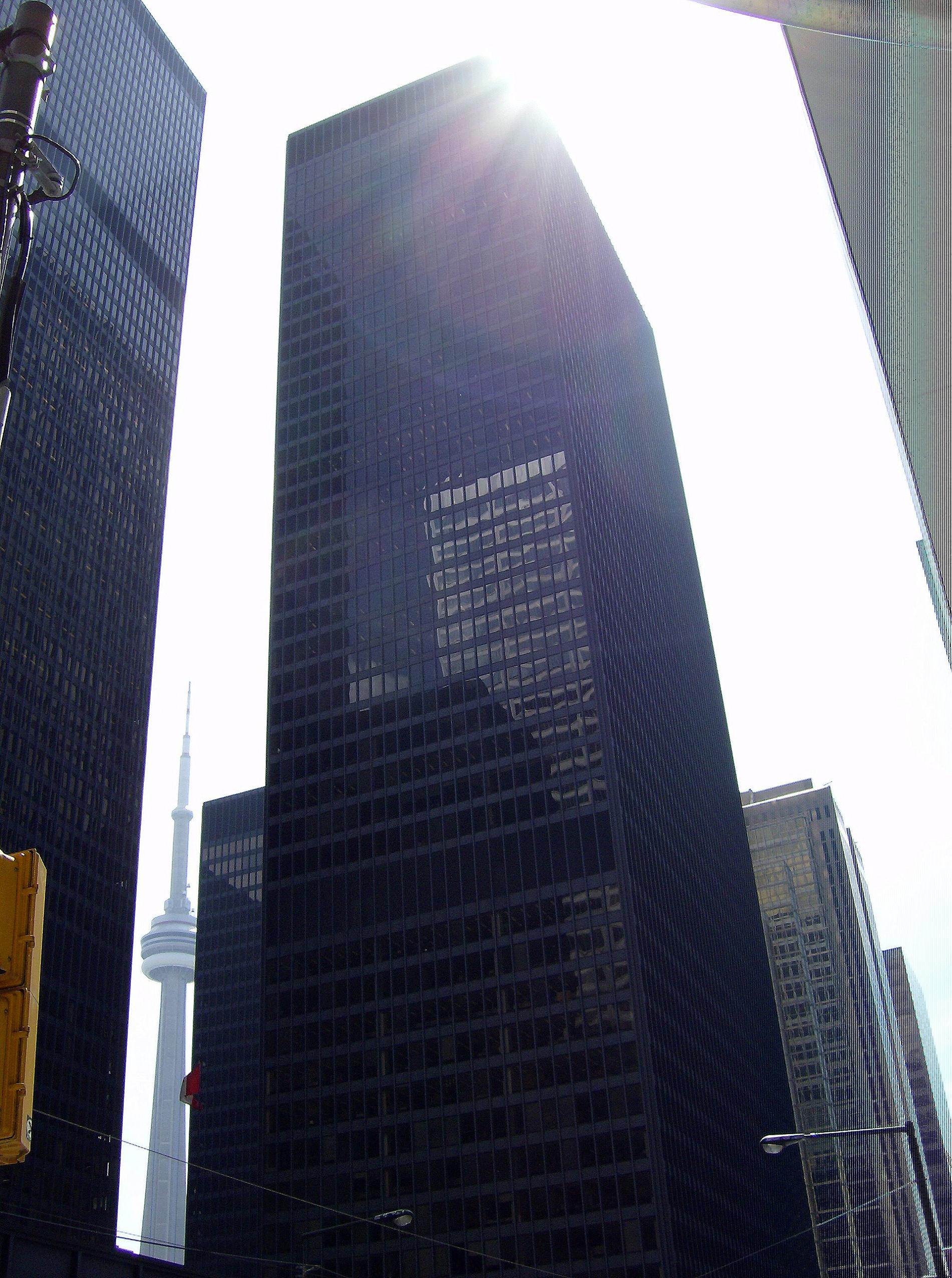
Домініон-цент, Торонто (1967-1969)
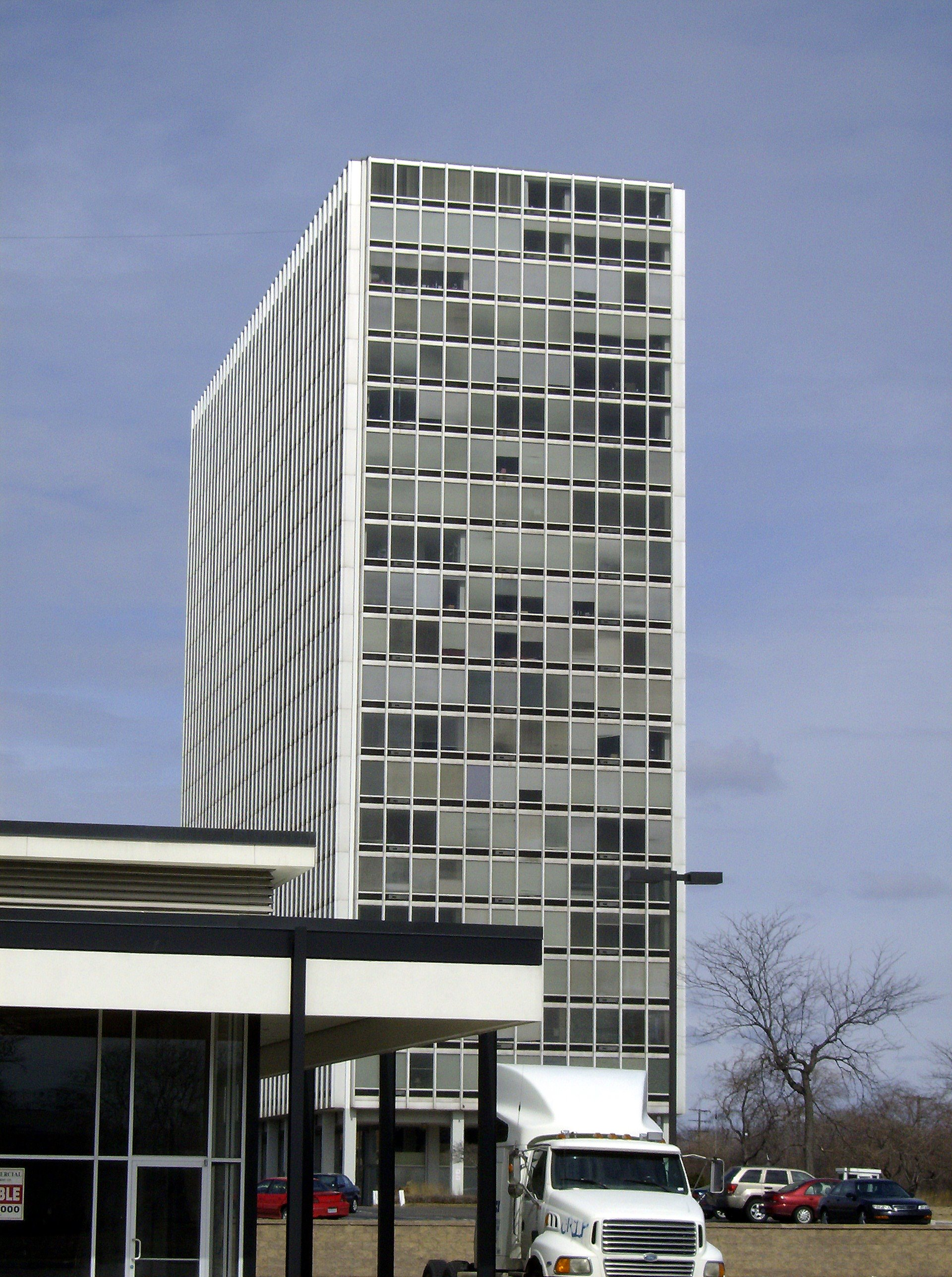
Житловий будинок Лафайєт-тауер, Детройт (1963)
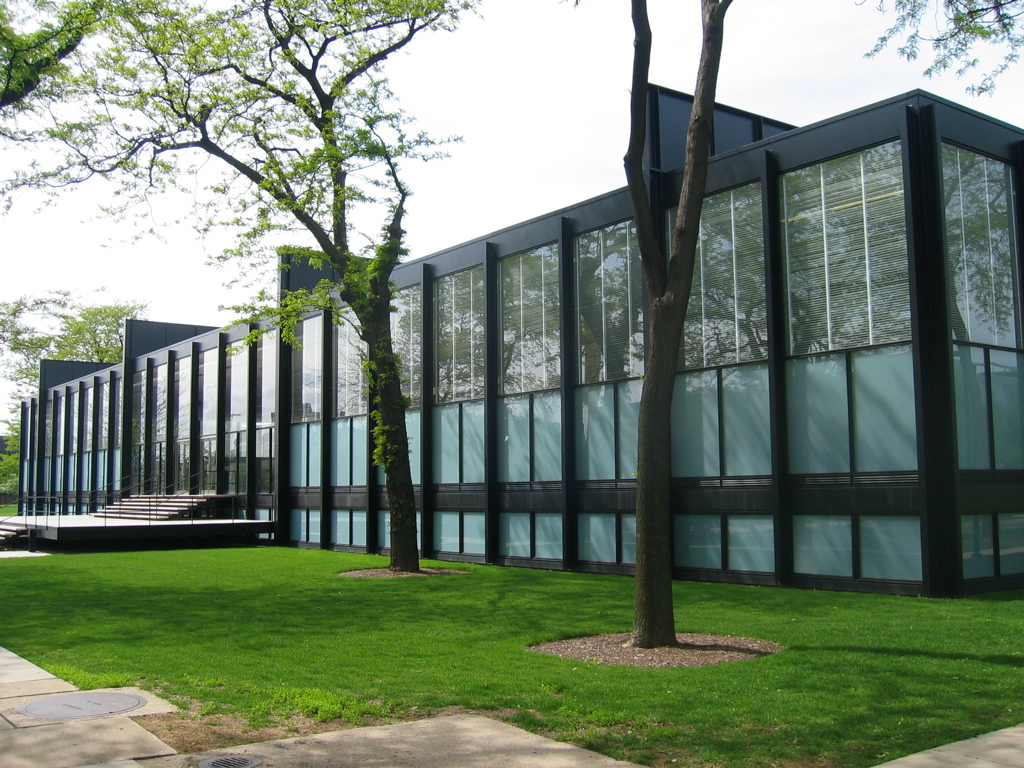
Актовий зал Іллінойського технологічного інституту (1954-1956)
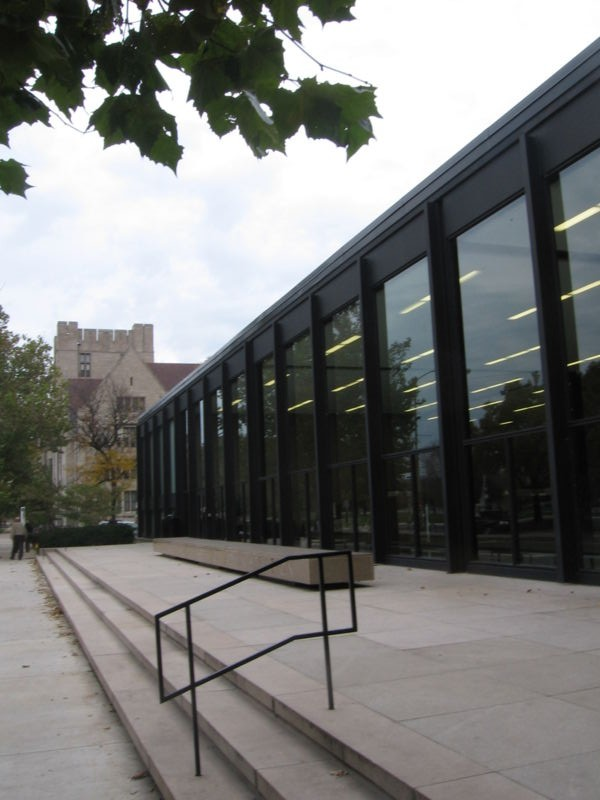
Чиказька школа керування соціальними службами
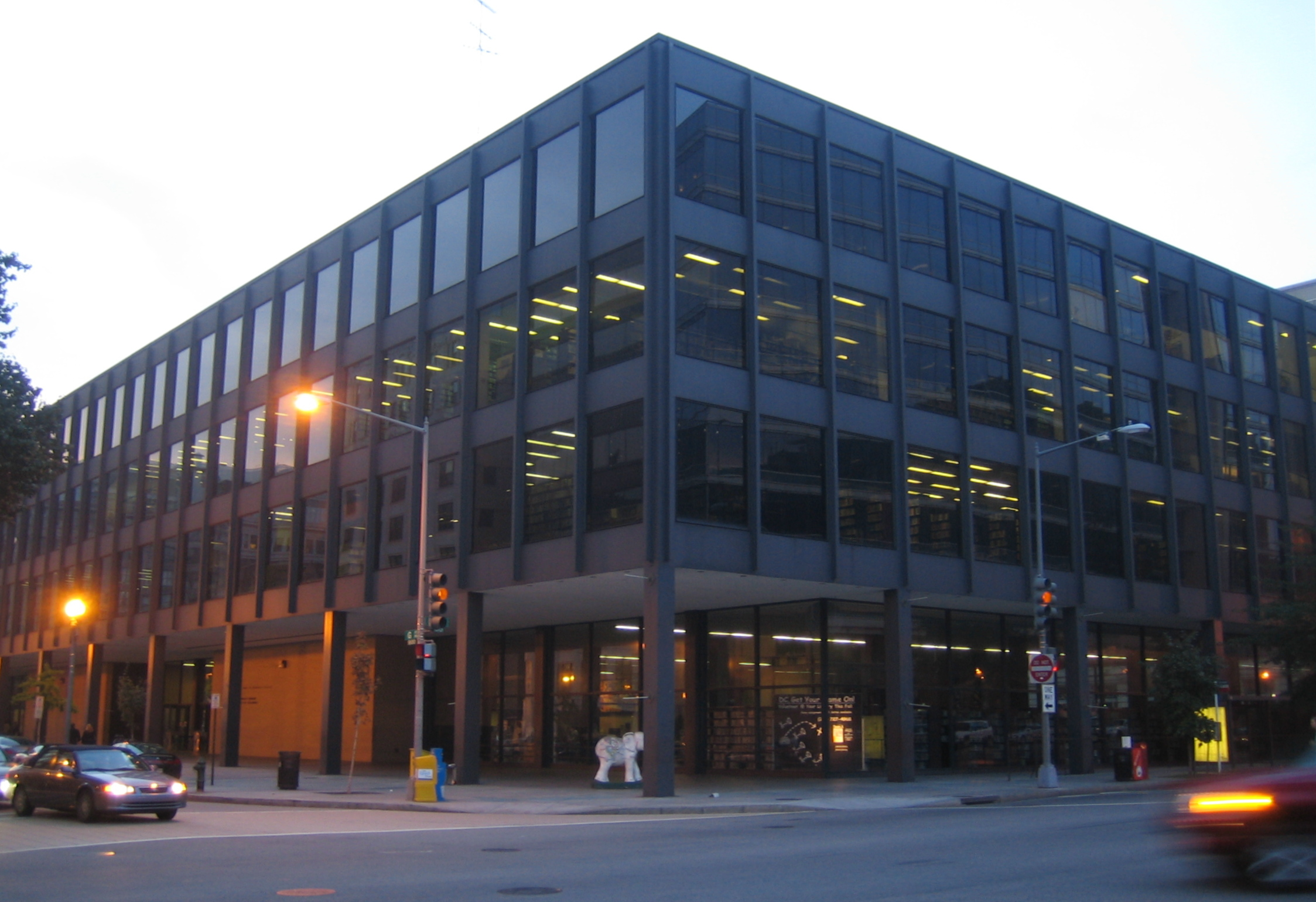
Бібліотека ім. Мартіна Лютера Кінґа, Вашинґтон (1972)

## Вшанування
- На батьківщині Міса ван дер Рое, в Аахені, є вулиця, названа на його честь.[9]
- На його честь заснована Премія Міс ван дер Рое.
- У Німеччині випущено поштову марку з портретом видатного архітектора.
- На його честь названо астероїд 24666 Місванрое.